# L-lisina ossidasi
La L-lisina ossidasi è un enzima appartenente alla classe delle ossidoreduttasi, che catalizza la seguente reazione:
L-lisina + O2 + H2O ⇄ 6-amino-2-ossoesanoato + NH3 + H2O2
L'enzima agisce anche, più lentamente, su L-ornitina, L-fenilalanina, L-arginina e L-istidina.